# M101号線 (クロアチア)
クロアチア鉄道M101線 (クロアチア語: Željeznička pruga M101) はクロアチア共和国の首都ザグレブとサヴスキ・マロフを結ぶ路線である。サヴスキ・マロフ駅からスロベニアとの国境を越えるとドボヴァ駅があり、列車はリュブリャナ方面（ドボヴァ - リュブリャナ線）に直通する。

## 概要
全長は26.709kmであり、全線が複線、交流50Hz 25kVで電化されている。汎ヨーロッパ回廊の10号線（ザルツブルク - リュブリャナ - ザグレブ - ベオグラード - ニシュ - スコピエ - ヴェレス - テッサロニキ）の一部を形成する。

## 歴史
オーストリア帝国時代の1862年に帝国特認南部鉄道会社（ドイツ語: k.k. privilegierte Südbahn-Gesellschaft）によって建設されたオーストリア南部鉄道の支線としてシュタインブリュック（現在ジダニ・モスト） - サヴスキ・マロフ - ザグレブ - シサク間が開業したのが始まりである。1859年1月1日より、ヴィーン＝グログニツ鉄道を継承した南部帝国鉄道（k.k. Südliche Staatsbahn）の路線網は南部鉄道会社が引き受けることとなった。当線はクロアチア初の鉄道である。複線化は1944年に行われた。1892年にはザグレブ中央駅が開業した。
1919年から1977年にかけてはオリエント急行がドボヴァ - リュブリャナ線と同じく当線を経由していた。

## 列車
ベオグラードやザグレブからリュブリャナに向かう国際列車が当線を経由する。国内列車も設定されている。